# Вальдимар (конунг Русиланда)
Вальдимар (норв. Valdimarr) — легендарный конунг Русиланда и Пулиналанда, правивший в Хольмгарде, сын Гертнита согласно Саге о Тидреке Бернском, записанной во второй половине XIII век.
Перед смертью Гертнит разделил свои владения между тремя сыновьями: старший Озантрикс (Ósantrix) получил Вилькиналанд, младший Вальдимар (Valdimarr) восточную часть царства — Русиланд и Пулиналанд, а сын наложницы Илиас стал ярлом Греции, в саге — Grikkland).
В правление Озантрикса и Вальдимара происходит возвышение гунна Аттилы (по саге сын Озида из Фрисландии), который подчиняет себе Гунналанд, которым до этого владел старый конунг Милиас (главы 30, 40, 41). Далее Аттила сватается к дочери Озантрикса — Эрке, но не сразу добивается своего, поэтому идёт войной на Вилькиналанд. В войне гибнет Озантрикс, а его дочь Эрка (историч. Керка, в Песне о Нибелунгах — Хельха) становится женой Аттилы.
После гибели брата Вальдимар сам вторгается в Гунналанд и разоряет владения Аттилы, начинается война. (главы 293, 294) В этих событиях на стороне Аттилы участвует главный герой саги — Тидрик Бернский. В одной из битв описывается поединок Тидрика Бернского с Тидриком, сыном Вальдамара (глава 295). Далее Аттила с большим войском вторгается во владения Вальдимара (Пулиналанд и Русиланд) и опустошает их. Решающие сражения происходят у Полоцка (Palteskia), который берёт сам Аттила, и Смоленска (Smálenzkju), который берёт Тидрик Бернский. В этой войне Вальдимар и его сын гибнут, остаётся только смоленский «ярл Ирон, брат конунга Вальдемара». После победы Аттила назначил Ирона «управлять тем царством, судить по земскому закону и платить дани конунгу Аттиле и давать ему подмоги, когда ему понадобится» (глава 315).
Возможно тождественен Владимиру Древнему, легендарному князю ильменских словен, известному только по Иоакимовской летописи.